# Omar Ramírez
Omar Ramírez (Venezuela; 25 de agosto de 1992) es un entrenador de fútbol venezolano. Actualmente dirige a Independiente Santa Fe en la Liga Profesional Femenina de Colombia.

## Clubes

### Como entrenador
| Club                   | País      | Año           |
| ---------------------- | --------- | ------------- |
| Estudiantes de Guárico | Venezuela | 2015-2017     |
| Unión Magdalena        | Colombia  | 2018          |
| Junior de Barranquilla | Colombia  | 2019-2020     |
| Yaracuyanos            | Venezuela | 2021          |
| Independiente Santa Fe | Colombia  | 2022-presente |

## Palmarés

### Títulos nacionales
| Título                    | Club                   | País     | Año  |
| ------------------------- | ---------------------- | -------- | ---- |
| Liga Profesional Femenina | Independiente Santa Fe | Colombia | 2023 |